# Thomas Gaardsøe
Thomas Gaardsøe Christensen (ur. 23 listopada 1979 w Gassum) – duński piłkarz występujący na pozycji obrońcy. Zawodnik klubu Esbjerg fB.

## Kariera klubowa
Gaardsøe zawodową karierę rozpoczynał w 1996 roku w klubie Aalborg BK z Superligaen. W 1999 roku zdobył z nim mistrzostwo Danii. W tym samym roku dotarł z nim do finału Pucharu Danii, jednak Aalborg uległ tam 1:2 ekipie Akademisk BK. W Aalborgu spędził 5 lat.
W 2001 roku podpisał kontrakt z angielskim Ipswich Town. W Premier League zadebiutował 28 października 2001 roku w przegranym 2:3 pojedynku z West Hamem United. 29 grudnia 2001 roku w wygranym 5:0 spotkaniu z Sunderlandem strzelił pierwszego gola w Premier League. W 2002 roku spadł z zespołem do Division One. W Ipswich występował jeszcze przez rok.
W 2003 roku Gaardsøe odszedł do West Bromwich Albion, także występującego w Division One. Pierwszy ligowy mecz zaliczył tam 16 sierpnia 2003 roku przeciwko Burnley (4:1). W 2004 roku awansował z zespołem do Premier League. Na początku sezonu 2006/2007 doznał kontuzji pachwiny, która wykluczyła go z gry na 3 lata. W grudniu 2006 roku odszedł z West Bromwich Albion.
W 2009 roku, po wyleczeniu kontuzji, wrócił do zawodowej piłki, ponownie zostając graczem klubu Aalborg BK (Superligaen). Spędził tam pół roku, a w styczniu 2010 roku odszedł do Esbjerga, także występującego w Superligaen. Zadebiutował tam 7 marca 2010 roku w zremisowanym 0:0 spotkaniu z Randers FC.

## Kariera reprezentacyjna
W reprezentacji Danii Gaardsøe rozegrał 2 spotkania i zdobył 1 bramkę. Zadebiutował w niej 16 listopada 2003 roku w wygranym 3:2 towarzyskim meczu z Anglią, a po raz drugi w drużynie narodowej wystąpił 18 sierpnia 2004 roku w wygranym 5:1 spotkaniu z Polską, w którym strzelił także gola. Wcześniej grał też w kadrach Danii U-19, U-20 oraz U-21.